# Tinolius hypsana
Tinolius hypsana là một loài bướm đêm trong họ Erebidae.